# Bikini Karate Babes
Bikini Karate Babes (tạm dịch: Những cô gái karate mặc bikini) là trò chơi đối kháng dạng 2D số hóa với khung cảnh 3D được phát triển bởi hãng Creative Edge Studios. Game có tất cả 19 nữ võ sĩ do các nữ diễn viên thực đóng. Toàn bộ quần áo trong game đều là bikini.

## Cách chơi
Bikini Karate Babes có lối chơi tương tự như các game đối kháng 2D khác và có vẻ giống Street Fighter: The Movie và Mortal Kombat. Game cho phép lựa chọn 8 nhân vật lúc đầu và 11 còn lại sẽ được mở khóa khi người chơi hoàn tất phần cốt truyện. Tên của tất cả các nhân vật được dựa trên các vị nữ thần trong thần thoại, và các đặc điểm của từng nhân vật đều tương ứng với thực tế đó. Mỗi nhân vật có một tập hợp các bước di chuyển và các chiêu combo được thực hiện bằng cách sử dụng các nút định hướng và ba nút tấn công cơ bản gồm Đấm, Đá và Tuyệt Chiêu. Nút tuyệt chiêu nhấn riêng sẽ kích hoạt chiêu thức tóm lấy, không giống như các game đối kháng khác, sự thay đổi tùy thuộc vào đối thủ. 
Mỗi nhân vật có một kiểu chiêu võ thuật, chiêu thức vồ lấy và còn có cả tuyệt chiêu thần bí thể biến đổi chẳng hạn như bắn một viên đạn tàng hình để dịch chuyển tức thời. Ví dụ như chiêu ôm gãi của Thalia, chiêu thức thần bí của Lucina cho phép cô tuột bộ bikini từ trên xuống và bắn một chùm tia laser từ ngực của cô, chiêu của Zaria sẽ tóm lấy đối thủ và xoay quanh rồi giáng một cú ra đằng sau và chiêu của Venus là lột bộ bikini từ phần trên khiến cho đối thủ tỏ ra xấu hổ đến mức không thể chiến đấu được nữa. Một vài chiêu thức còn giúp người chơi loại bỏ mảnh trên và giữa của bikini nhưng những phần trần truồng sẽ bị che lại (trong chiêu thức như trên của Lucina, vì do một chum tia laser); những hình ảnh khoả thân không bao giờ được hiển thị đầy đủ trong game.

## Mục chơi
Bikini Karate Babes gồm 10 phần chơi riêng biệt: 
- Arcade - Phần cốt truyện 1 người chơi.
- Battle Babes - Phần cốt truyện 2 người chơi.
- Team Fight - Mỗi người chơi sẽ chọn khoảng 8 nhân vật. Khi một người bị đánh bại thì sẽ chuyển sang người khác.
- Marathon - Người chơi cố gắng đánh bại đối thủ càng nhiều càng tốt.
- Practice - Giúp người chơi luyện tập các chiêu thức và tuyệt chiêu của các nhân vật.
- Challenge - Người chơi thách đấu với một đối thủ riêng biệt để được quyền sử dụng đồ ngọt của cô ấy. (xem lưu ý dưới đây).
- Spectacle - Hai đối thủ máy điều khiển do người chơi lựa chọn sẽ đấu lẫn nhau.
- Top Collector - Người chơi đóng vai Venus đấu lại 5 đối thủ riêng biệt và chiến thắng nếu họ dùng tuyệt chiêu lột sạch đồ bikini của tất cả đối thủ.
- Vegas - Người chơi sẽ đặt cược khi họ xem các nữ võ sĩ BKB đấu lẫn nhau.
- Invincible Mode - Tương tự như mục Arcade Mode nhưng máu của nhân vật do người chơi điều khiển là vô tận.

## Phát triển
Bikini Karate Babes được tạo ra để "chế giễu tình trạng các trò chơi đối kháng hiện nay". Điều này phản ứng lại những game đối kháng có các nhân vật nữ với bộ đồ ngày càng hở hang trong khi các nhân vật nam thì xuất hiện trong bộ áo giáp che phủ toàn thân.
Hàng loạt cảnh ra đòn được thu lại với cả hai nhân vật trong cùng một khung cảnh với tổng cộng 342 cảnh duy nhất được quay phim trong game.

## Đón nhận
Game tạo được sự chú ý của phương tiện truyền thông nhưng về đánh giá phần lớn là tiêu cực. trang web video game IGN chấm game với số điểm 1.5/10, đi kèm lời đánh giá "tệ hại". Creative Edge Studios đã tuyên bố rằng Bikini Karate Babes là một "món hàng bán chạy", bất chấp lời tiêu cực từ dư luận.